# Готфрид I фон Хоенлое-Романя
Готфрид I фон Хоенлое-Романя (на немски: Gottfried I von Hohenlohe-Romagna; * ок. 1190; † 1254/1255/1266) е граф на Хоенлое-Романя (1235 – 1236), тутор на крал Конрад IV.

## Произход
Той е син на Хайнрих фон Вайкерсхайм-Хоенлое, господар на Хоенлое († 1212) и Аделхайд фон Лангенбург-Гунделфинген († сл. 1230), вероятно дъщеря на Готфрид фон Гунделфинген. Брат е на Андреас фон Хоенлое († 1269, тевтонец), Хайнрих фон Хоенлое († 1249, тевтонец), и на Конрад фон Хоенлое-Браунек-Романя († 1249).

## Фамилия
Готфрид I се жени пр. 21 ноември 1223 г. за Рихица фон Краутхайм (* ok. 1196; † сл. 10 декември 1262), дъщеря на Волфрад I фон Крутхайм († 1234) и Аделхайд фон Боксберг († сл. 1213). Те имат децата:
- Албрехт I († ок. 1269), граф на Хоенлое-Уфенхайм, женен I. пр. май 1240 г. за Кунигунда фон Хенеберг († 1257), II. сл. 1257 г. за Уделхилд фон Берг-Шелклинген († сл. 1271)
- Крафт I фон Хоенлое-Вайкерсхайм († 1313), граф на Хоенлое във Вайкерсхайм, женен I. за Вилиберг фон Вертхайм († 1279), II. ок. 1280 г. за Маргарета фон Труендинген († 1293/1294), III. пр. 3 юли 1295 г. за Агнес фон Вюртемберг († 1305)
- Конрад фон Хоенлое-Рьотинген († 1277), женен I: за Кунигунда († 1268); II. за Бертилдис/Аделхайд († 1271)
- Кунигунда фон Хоенлое-Романя († сл. 1253), омъжена за граф Готфрид III фон Калв-Льовенщайн
- Агнес († сл. 1314), омъжена 1263 г. за граф Бопо II фон Дюрн-Дилсберг († 1290)
- (извънбрачно) Херман фон Хоенлое-Рьотинген († сл. 1302), в ордена Св. Йоан